# 馬爾達里夫卡 (羅茲迪利納區)
47°8′42″N 30°0′55″E / 47.14500°N 30.01528°E
馬爾達里夫卡（羅馬化：Mardarivka）是烏克蘭南部敖德萨州羅茲迪利納區采布里科韋市鎮的村莊。該村始建於1897年，面積0.15平方公里，海拔高度93米，2001年人口8，人口密度每平方公里52.29人。